# Pau FC
Câu lạc bộ bóng đá Pau (tiếng Pháp: [po futbol klœb], tiếng Béarn: [paw futˈbɔl klub] ⓘ), thường được gọi là Pau FC hay Pau, là một câu lạc bộ bóng đá chuyên nghiệp có trụ sở tại Pau, Pyrénées-Atlantiques, Pháp. Câu lạc bộ hiện thi đấu ở Ligue 2, giải đấu hạng hai của bóng đá Pháp.
Pau FC được thành lập vào năm 1920 với tên gọi Bleuets de Notre-Dame de Pau, mặc dù ngày thành lập chính thức của câu lạc bộ là vào năm 1959, đó là khi Football-Club de Pau lần đầu tiên được thành lập. Sân nhà của đội là Nouste Camp với sức chứa 4.031 chỗ ngồi.
Thành tích của câu lạc bộ bao gồm vô địch Championnat National vào năm 2020, hai lần vô địch National 2 vào năm 1998 và 2016. Câu lạc bộ đã tham dự Ligue 2 vào năm 2020.